# Nikolaj Nikolajevič Čerepnin
Nikolaj Nikolajevič Čerepnin (rusko Николай Николаевич Черепнин), ruski skladatelj, dirigent in pianist, * 3. maj 1873, Sankt Peterburg, Ruski imperij (danes Rusija), † 26. junij 1945, Pariz, Francija.
Glasbeno se je mdr. izobraževal pri Nikolaju Rimskemu-Korsakovu, trinajst let pa je bil tudi sam pedagog (njegov učenec je bil Sergej Prokofjev). Po letu 1921 je deloval v Parizu.
Najbolj je poznan kot avtor baletov, pisal pa je tudi opere, komorno in simfonično glasbo.
Na odru ljubljanske Opere je bil uprizorjen njegov balet pod naslovom Začarani ptič.
Njegov sin Aleksander Nikolajevič Čerepnin je bil tudi skladatelj.